# Pristimantis miktos
Espèce
Pristimantis miktos est une espèce d'amphibiens de la famille des Craugastoridae.

## Répartition
Cette espèce se rencontre entre 195 et 300 m d'altitude :
- en Équateur dans les provinces d'Orellana et de Pastaza ;
- au Pérou dans la région de Loreto.

## Publication originale
- Ortego-Andrade & Venegas, 2014 : A new synonym for Pristimantis luscombei (Duellman and Mendelson 1995) and the description of a new species of Pristimantis from the upper Amazon basin (Amphibia: Craugastoridae). Zootaxa, no 3895, p. 31–57.